# Topîlna, Șpola
Topîlna (în ucraineană Топильна) este o comună în raionul Șpola, regiunea Cerkasî, Ucraina, formată numai din satul de reședință.

## Demografie
Componența lingvistică a comunei Topîlna
     Ucraineană (98,16%)
     Rusă (1,73%)
     Alte limbi (0,11%)
Conform recensământului din 2001, majoritatea populației comunei Topîlna era vorbitoare de ucraineană (98,16%), existând în minoritate și vorbitori de rusă (1,73%).

## Legături externe
- pl Topilna în Dicționarul geografic al Regatului Poloniei și al altor țări slave, volum XV, p. 2 (Januszpol — Wola Justowska)1902